# Komet Autofabrik
Die Komet Autofabrik war ein deutscher Automobilhersteller in Leisnig. Von 1922 bis 1924 wurde dort ein Kleinwagen gebaut.
Der Komet hatte einen Steudel-Motor mit 4/12 PS.
1924 übernahm die Firma Kenter in Berlin die Fertigung.

## Quelle
- Werner Oswald: Deutsche Autos 1920–1945, 10. Auflage, Motorbuch Verlag Stuttgart (1996), ISBN 3-87943-519-7, Seite 448